# منتخب باربادوس لكرة القدم للسيدات
منتخب باربادوس الوطني لكرة القدم للسيدات (بالإنجليزية: Barbados women's national football team)‏ هو ممثل باربادوس الرسمي في المنافسات الدولية في كرة القدم للسيدات، يديريه اتحاد باربادوس لكرة القدم.

## وصلات خارجية
- الموقع الرسمي